# Ali Chamis Abbas
Ali Chamis Abbas (ur. 30 czerwca 1995) – bahrajński lekkoatleta specjalizujący się w biegach sprinterskich.
Na początku kariery biegał także długie dystanse płotkarskie, nie osiągając sukcesów na arenie międzynarodowej. W 2013 zdobył brązowy medal w biegu na 400 metrów podczas mistrzostw panarabskich w Dosze. Nieco ponad miesiąc później, na tym samym dystansie, sięgnął po srebro azjatyckich mistrzostw w Pune. Wicemistrz świata juniorów oraz złoty medalista igrzysk azjatyckich w biegu na 400 metrów przez płotki (2014). 

## Osiągnięcia
| Rok  | Impreza                               | Miejsce         | Konkurencja                     | Lokata     | Wynik   |
| ---- | ------------------------------------- | --------------- | ------------------------------- | ---------- | ------- |
| 2011 | Mistrzostwa świata juniorów młodszych | Lille Metropole | bieg na 400 metrów przez płotki | eliminacje | 54,27   |
| 2011 | Mistrzostwa świata juniorów młodszych | Lille Metropole | sztafeta szwedzka               | eliminacje | 1:59,16 |
| 2012 | Mistrzostwa Azji juniorów             | Kolombo         | bieg na 400 metrów przez płotki | 8. miejsce | 57,45   |
| 2012 | Mistrzostwa świata juniorów           | Barcelona       | bieg na 400 metrów przez płotki | eliminacje | 53,90   |
| 2013 | Mistrzostwa panarabskie               | Doha            | bieg na 400 metrów              | 3. miejsce | 46,25   |
| 2013 | Mistrzostwa Azji                      | Pune            | bieg na 400 metrów              | 2. miejsce | 45,65   |
| 2014 | Mistrzostwa świata juniorów           | Eugene          | bieg na 400 metrów przez płotki | 2. miejsce | 49,55   |
| 2014 | Igrzyska azjatyckie                   | Inczon          | bieg na 400 metrów przez płotki | 1. miejsce | 49,71   |
| 2015 | Mistrzostwa panarabskie               | Manama          | bieg na 400 metrów przez płotki | 1. miejsce | 50,10   |
| 2015 | Światowe wojskowe igrzyska sportowe   | Mungyeong       | bieg na 400 metrów przez płotki | 6. miejsce | 50,94   |
| 2016 | Igrzyska olimpijskie                  | Rio de Janeiro  | bieg na 400 metrów              | 6. miejsce | 44,36   |
| 2017 | Igrzyska solidarności islamskiej      | Baku            | bieg na 400 metrów              | 1. miejsce | 45,54   |
| 2017 | Igrzyska solidarności islamskiej      | Baku            | sztafeta 4 × 400 metrów         | 4. miejsce | 3:11,11 |
| 2017 | Mistrzostwa Azji                      | Bhubaneswar     | bieg na 400 metrów              | –          | DNS     |

## Rekordy życiowe
- Bieg na 400 metrów – 44,36 (2016) rekord Bahrajnu
- Bieg na 400 metrów (hala) – 48,75 (2014) były rekord Bahrajnu
- Bieg na 400 metrów przez płotki – 49,55 (2014)